# Justicia para las brujas de Escocia
Justicia para las brujas de Escocia fue una campaña para reclamar los indultos legales y justicia histórica para las personas, principalmente mujeres, condenadas por brujería y ejecutadas en Escocia entre 1563 y 1736. El 8 de marzo de 2022 se realizó una disculpa formal. El objetivo también era establecer un monumento nacional para las personas condenadas por el parlamento escocés.
Dirigida por Claire Mitchell QC y la escritora Zoe Venditozzi, la campaña se lanzó el Día Internacional de la Mujer en 2020, y obtuvo una importante cobertura mediática en 2021. Los podcasts publicados por la campaña incluyen contribuciones de Carolyn Jess Cooke, Sara Sheridan, Julia Campanelli, Julian Goodare y Alice Tarbuck.

## Contexto histórico
En Escocia la Ley de Brujería permaneció vigente hasta 1736. La brujería era un delito capital y se castigaba con estrangulamiento y quema en la hoguera. Claire Mitchell QC aportó pruebas de que Escocia ejecutó a cinco veces más personas per cápita que cualquier otro lugar de Europa. Se estima que 3.837 personas fueron acusadas, de las cuales 2.558 fueron ejecutadas. El 84% de las personas condenadas fueron mujeres. 
El sitio web de la campaña describe la participación del rey Jacobo VI de Escocia en lo que ellos describen como "el pánico satánico de Escocia". El rey Jacobo se consideraba un experto en brujería y escribió el tratado Daemonologie.

## Objetivos y logros
Las fundadoras consideran la campaña como una cuestión de derechos de las mujeres debido a la extrema discrepancia en el número de mujeres condenadas en comparación con los hombres. Consideran que el perdón y la conmemoración de estas mujeres es una declaración contra la misoginia en el mundo actual.
La campaña tiene tres objetivos específicos: un indulto para los condenados, una disculpa formal del gobierno escocés y un monumento nacional.

### Indulto
La campaña busca el indulto legal para reconocer que los condenados por brujería fueron víctimas de injusticia y no criminales. En los antecedentes de su petición, Mitchell cita la Ley de Delitos Sexuales Históricos de 2018, así como la intención del Parlamento Escocés de indultar a los mineros condenados durante la huelga minera de 1984, como precedente para corregir errores históricos de esta manera.
La diputada del SNP Natalie Don planeó un proyecto de ley para limpiar los nombres de los acusados. Recibió el apoyo de la primera ministra Nicola Sturgeon en diciembre de 2021,y se lanzó una consulta en junio de 2022. Don cree que el creciente número de mujeres miembros del Parlamento escocés en los últimos años ha sido un factor positivo en el progreso del proyecto de ley.

### Disculpa
La campaña solicitó una disculpa del gobierno escocés, con el argumento de que muchas víctimas de la caza de brujas sólo fueron acusadas, no condenadas, por lo que no se les podía conceder un indulto. Mitchell afirma que es necesaria una "declaración pública de arrepentimiento" para estas personas para quienes incluso la acusación de brujería fue irrevocablemente perjudicial. Nicola Sturgeon ofreció una disculpa formal en el Día Internacional de la Mujer de 2022.
Recordando a las Brujas Acusadas de Escocia (RAWS), una organización relacionada, también consiguió una disculpa de la Iglesia de Escocia por su papel en la persecución.

### Monumento
La campaña busca obtener un monumento nacional en memoria de aquellos afectados por los juicios de brujas. RAWS identificó un sitio potencial para el monumento en Kelty, Fife, una ubicación central para muchos de los juicios.